# 코르티노
코르티노(이탈리아어: Cortino)는 이탈리아 아브루초주 테라모도에 위치한 코무네다. 그란산소 에 몬티델라라가 국립공원에 위치한다. 최근에 들어서는 테라모 등으로 인구가 대규모로 유출되고 있어서 인구 수가 급감하고 있다.